# 桐生祥秀
桐生 祥秀（きりゅう よしひで、1995年12月15日 - ）は、滋賀県彦根市出身の日本の陸上競技選手。専門は短距離走。日本生命所属。マネージメントはアミューズ。2016年リオデジャネイロオリンピック4×100mリレーの銀メダリスト。
2017年に、100m走の公認記録では日本人史上初・アジア出身選手史上2人目の9秒台となる、9秒98を記録した。

## 経歴

### 中学生まで
- 小学生時代はサッカーをしており、様々なポジションを務めていたが、最終的にはゴールキーパーで彦根市選抜チームに入っていた。所属チームは滋賀県彦根市にあるプライマリーサッカークラブ[3]。当時のあだ名は「よしちゃん」。
- 彦根市立南中学校への進学を機に陸上を始める[4]。3年時の全日中では200m決勝で中学歴代6位の記録となる21秒61（+1.8）を記録するも、21秒18の中学記録で優勝した日吉克実に敗れ2位、400mR（4走）で8位の成績を収めている[5]。中学時代は腰痛や左ハムストリングスの肉離れに悩まされた[6]。

### 高校時代
- 京都市の洛南高校に進学。高校のグラウンドは直線が80mしか取れず、ミニハードルを中心にトレーニングを積んだ[6]。1年時には国体少年B100mを10秒58（-0.2）で制し、2週間後の日本ユース選手権100mでは1年生で唯一決勝に進出して10秒79（-1.6）の3位に入っている。

#### 2012年
- 4月15日の京都府高校春季大会200mで20秒88（+1.1）を記録し、高校歴代9位タイ・高校2年歴代2位に躍り出た。
- 5月19日の京都府高校総体の市内ブロック大会・2年100m予選を10秒43（+1.1）、20日の準決勝を10秒39（+0.9）と、それぞれ自己ベストを更新して通過すると、決勝では10秒27（+1.8）を記録し[7]、宮崎久が1992年に記録した10秒28のユース日本最高記録を0秒01更新した。
- 6月にインターハイ京都府大会と近畿大会に出場し、京都府大会4×100mリレーで3走を務め高校歴代5位の記録となる40秒25を記録。100mでも準決勝で10秒33（+2.8）、決勝で10秒35（+1.6）の好タイムを記録した。この大会の後に腰を痛めてしまい2ヶ月間はほとんど練習ができず、近畿大会の時は歩くのも大変だったというが、それでも100mを10秒61（-0.4）、200mを21秒54（-0.3）で制した[6]。
- 7月 - 8月のインターハイでは、100m高校記録保持者の大瀬戸一馬、200mユース日本最高記録保持者の橋元晃志と共に短距離種目の優勝候補に挙げられるも、腰を痛めていた影響もあり無冠に終わった[8]。
- 9月15日の近畿ユース選手権200m決勝で20秒71を記録し[9]、橋元晃志が2012年に記録した20秒82のユース日本最高記録を0秒11更新した。
- 10月5日のぎふ清流国体100m決勝において10秒21を記録し、ユース世界最高記録、ジュニア日本記録、高校記録を塗り替えた[10]。
- 10月21日の日本ユース選手権200m決勝では自身のユース日本最高記録を20秒70に塗り替えた。
- 11月3日のエコパトラックゲームズ・一般4×100mリレーでは洛南高校のアンカーを務め、これまでの記録を0秒35更新する39秒64の高校新記録を樹立[11]。
- 部門B男子100m決勝では自身の記録を10秒19に塗り替えた[12]。

#### 2013年
- 3年時の織田記念100m予選では10秒01を記録、これは日本歴代2位・日本ジュニア新・日本高校新・日本国内の競技会での日本人最高のタイムであった[13][14][15][16]。当時の世界ジュニア記録に並ぶ記録でもあったが、使用された風向風速計が国際陸上競技連盟の競技規則で条件として定める超音波式ではなく、旧式のものであった[17]。このため、世界ジュニア記録としては公認されず、タイム自体は有効となった[18]。この記録は、2025年7月に清水空跳(星稜高)がインターハイ広島県大会で10.00のU18世界記録を出すまで日本高校記録であった。
- 5月5日のセイコー・ゴールデングランプリ東京で初の国際大会を経験し、100mを10秒40の3位で終えた[19]。
- 8月に開催される世界選手権の代表内定をかけて、6月7日 - 8日に日本選手権の100mに出場した。既に4月の織田記念で日本陸連が定めた派遣設定記録を突破しているため、決勝で8位以内に入れば代表内定する状況だった。7日の予選を10秒28の2組1着で通過し[20]、完走さえすれば代表内定となる8日の決勝は山縣亮太に次ぐ10秒25の2位で終えた[21]。
- 6月15日にはインターハイ近畿予選の200m決勝で20秒41を記録し、1994年に高橋和裕が記録した20秒57を更新する高校新記録を樹立した[22]。
この記録は2015年7月にサニブラウン・アブデル・ハキーム（城西高）が世界ユース選手権で20秒34の大会記録を出すまで日本高校記録であった[23]。
- 6月30日にはダイヤモンドリーグの主催者側から招待を受け、初の海外レースとなるイギリス開催の英国グランプリに参戦した[24]。日本人高校生としては史上初、100mでは2011年の上海グランプリに出場した髙平慎士（結果は10秒51の8位）以来史上2人目のダイヤモンドリーグ出場選手となったが、結果は10秒55で予選1組8着（全体16位の最下位）に終わった[25]。
- 7月 - 8月開催のインターハイでは100mを10秒19の大会新、200mを20秒66の大会新、洛南のアンカーを務めた400mリレーを40秒21で制して3冠を達成した。特に400mリレーは、7番手でバトンを受けながら最後の直線で6人を抜き去る逆転劇だった[26]。これらの種目での3冠達成は、1994年に高橋和裕が1600mリレーも含めて4冠を達成して以来19年ぶりであった[27]。なお、桐生を1600mリレーで起用するプランもあったが、洛南高校が予選で敗退したため実現しなかった[28]。
- 8月開催の世界選手権には短距離個人種目史上初の高校生代表として臨んだ[27]。100mでは予選で3着以内に入れば同大会同種目における史上最年少セミファイナリスト（17歳7ヶ月）誕生だったが、結果は3着と0秒01差の10秒31で2組4着に終わり、各組4着以下のタイムでも拾われず準決勝進出を逃した[29]。400mリレーでは日本チーム（桐生、藤光謙司、髙瀬慧、飯塚翔太）の第1走を務め、予選をアメリカに次ぐ38秒23の2組2着（全体で5番目のタイム）で通過した。決勝は38秒39で6位に終わったが、17歳での入賞は日本人最年少記録だった[30]。
- 10月の国体では少年男子A100mを10秒22で優勝し、一昨年の少年男子B100m、前年の少年男子A100mに続いて3連覇を達成した[31]。
- 11月2日のエコパトラックゲームズにおいて、個人種目では自身初となる400mに出場し、47秒41で6組4着（総合4位）という成績を残した[32]。11月7日には京都府の私立中・高等学校総合体育大会で走り幅跳びに初挑戦し、1位と8cm差の6m85cm（+1.1）を飛んで2位に入った[33]。
- 12月17日のアスレティック・アワードで新人賞と特別賞を受賞した[34]。
- 2014年元日放送の『炎の体育会TV』ではおねだり豊と100m競争で対決[35][36]。一本目は5m距離を短くする（95m）ハンデをおねだりに与えつつも大差をつけて勝利、二本目は距離をさらに5m短くする（90m）ハンデをおねだりに申し込まれるも快諾し、10秒30の好タイムでまたも快勝。二度目のおねだりと森脇健児の申し出によりさらに3m短くする（87m）ハンデを与え三本目の対決をするも、惜敗。おねだりは計13mものハンデを桐生に許されての勝利となった。
- 2月9日、日本ジュニア室内大阪の60mに出場すると、予選で6秒63を記録してジュニア日本新記録を樹立した（従来のジュニア日本記録は2011年に山縣亮太、2013年に大瀬戸一馬が記録した6秒71）。決勝でもジュニア日本新記録となる6秒59を記録し、日本記録（1997年に朝原宣治が記録した6秒55）と0秒04差のタイムで初優勝した[37]。
- 3月7日 - 8日、世界室内選手権の60mに出場した。予選では6秒65の2組2着に入り、昨年6月のダイヤモンドリーグ、8月の世界選手権に続くシニア3度目の国際大会で初めて予選を突破した[38]。準決勝ではスタート時に審判から注意を受け、その影響もあり6秒62の1組6着で敗退した[39]。

### 大学時代

#### 2014年
- 4月、「環境面」が決め手になり、日本代表の拠点である味の素ナショナルトレーニングセンターに近い東洋大学に入学[40][41]。法学部企業法学科で学ぶ[41]。
- 5月11日、国立競技場改修工事前に行われる陸上最後の大会であるゴールデングランプリ東京の100mに出場した。アメリカのジャスティン・ガトリンとマイク・ロジャース、フランスのクリストフ・ルメートルなど9秒台を記録している選手と一緒に走るレースで、日本人初の9秒台と国立競技場日本人最速記録（2000年に川畑伸吾が記録した10秒11）の更新が期待されたが[42]、当日は向かい風3,5mという好記録が期待できないコンディションの中、10秒46の5位に終わった[43]。
- 5月16日 - 17日、第93回関東インカレの100mに出場すると、決勝で10秒05のジュニアアジア記録・日本学生タイ記録（末續慎吾が2002年に記録）・セカンドベストをマークして優勝し、大学初タイトルを獲得した[44][45]。
- 5月25日、第1回世界リレーの400mリレーに出場。予選・決勝ともに3走を務め、決勝では38秒40の4位ブラジルと同タイム着差ありの5位に入り、来年の世界選手権の出場権を獲得した[46]。
- 6月7日 - 8日、日本選手権に出場し、100mを10秒22で制し初優勝した。大会後に精密検査を受けた結果、大会前から違和感のあった右足裏に疲労性の炎症が見つかったので、日本学生個人選手権と布勢スプリントを欠場した[47][48]。
- 7月、世界ジュニア選手権に出場。日本を出発前に男子の主将を言い渡され、人生初の主将として大会に臨んだ[49]。出場は100mと400mリレーの2種目で、当初は200mの出場も予定していた[50][51]。大会初日の22日に行われた100m予選は10秒40（-0.5）の7組1着（全体11位）で通過したが、23日の準決勝では後半に股関節を痛めて10秒38（0.0）の1組4着になり、着順での通過はできなかった[52]。しかし各組3着以下のタイム上位2番目で決勝の8枠に滑り込んだ[53]。決勝では60m過ぎまでトップだったが70m付近で両膝の裏側をつり、優勝したアメリカのケンドル・ウィリアムズと銀メダルを獲得したトレイボン・ブロメルに抜かれはしたものの、3位は死守して日本人初のメダルを獲得[52]、1992年大会の荒川岳士（7位）、1998年大会の小島茂之（8位）に次ぐ史上3人目の入賞者となった[53]。短距離個人種目でのメダル獲得は、2000年大会男子400mで銅メダルの石川慎二、2010年大会男子200mで金メダルの飯塚翔太以来史上3人目[53]。25日に行われた400mリレー予選では日本チーム（川上拓也、桐生、小池祐貴、森雅治）の2走を務め、39秒23の今季ジュニア世界最高記録で決勝に進出した[54]。決勝でも2走を務め、ジュニア日本記録と0秒01差に迫る39秒02を記録して、過去最高成績となる銀メダルを獲得した。
- 9月、第83回日本インカレの個人種目は200mだけの出場になった。決勝では左足太もも裏を痛めながらも20秒59（-0.1）を記録し、6月の日本選手権200m覇者の原翔太を破り日本インカレ初タイトルを獲得した[55]。後日精密検査の結果、「左大腿二頭筋肉離れ」で全治2ヶ月の診断が下され、治療に専念するために9-10月開催のアジア大会は辞退することになった[56]。

#### 2015年
- 3月28日、アメリカ合衆国のテキサス州で開催された競技会「テキサスリレー」の100メートルに出場し、3.3メートルの追い風参考記録ながら9秒87を記録して優勝した[57]。電気計時における日本初の9秒台であり、記録が公認される追い風2.0メートルに換算すると9秒96に相当するという[58][59]。
- 5月2日、バハマのナッソーで開催された第2回世界リレーの400mリレーに出場した。日本チーム（大瀬戸一馬、藤光謙司、桐生、谷口耕太郎）の3走を務め、決勝ではアメリカ、ジャマイカに次ぐ38秒20の3位に入り、シニアの世界大会リレー種目では北京オリンピック（400mリレー銅メダル）以来となるメダルを獲得すると同時に、来年の2016年リオデジャネイロオリンピックの出場権を獲得した[60]。
- 5月、2連覇がかかっていた15日の関東インカレ100m決勝は準決勝で左太ももの裏をつったため棄権した[61]。同月30日の練習中にも負傷してしまい、精密検査の結果右太もも裏の肉離れで、練習再開まで6週間が必要と診断された[62]。この結果、招待を受けて参加することになっていた6月13日のダイヤモンドリーグ・ニューヨーク大会を欠場、更に北京世界選手権の日本代表選考大会である6月下旬の日本選手権も欠場した。
- 9月、約4ヶ月ぶりの実戦復帰となった日本インカレは100mを10秒19（+0.5）で制してこの種目初優勝、2週間後の関東学生新人100mも日本インカレと同タイムの10秒19（-0.5）で制したが、リオデジャネイロオリンピックの参加標準記録（10秒16）を突破することはできなかった[63]。
- 10月18日、布勢スプリント100mに出場。1レース目は10秒09を記録するも追い風2.4メートルで参考記録になったが、2レース目は追い風0.3メートルの中で10秒09をマークし、リオデジャネイロオリンピックの参加標準記録を初めて突破した[64]。
- 12月16日、世界リレーの400mリレー銅メダル獲得が評価され、他のリレーメンバーとともにアスレティック・アワードの優秀選手賞を受賞した[65]。

#### 2016年
- 3月18日、2大会連続で世界室内選手権の60mに出場すると、予選を6秒59の自己ベストタイで突破し、2大会連続で準決勝に進出した。準決勝では組2着までに入るか、それ以外の全体でタイムの良い上位2位に入れば、この種目で日本人初の決勝進出だった。しかし、結果は日本記録（6秒55）に肉薄する6秒56をマークするも組3着に終わり、組2着とは0秒03差、タイムで拾われるには0秒01差届かず決勝進出を逃した[66]。
- 4月2日、テキサスリレーの100m（タイムレース）で今シーズン屋外初戦を迎えた。1組目が追い風2.1の中で行われたため、2組目に登場する桐生には好記録が期待されたが、レース直前に風は向かい風となってしまった。9秒台の自己ベストを持つ選手たちを破って組1着になったもののタイムは10秒24（-1.4）にとどまり、タイムレース総合では2位となった（1位は1組目で10秒12をマークした選手）[67]。
- 5月8日、ゴールデングランプリ川崎の100mで今シーズン国内初戦を迎えたが、リアクションタイムは8選手の中で一番悪い0秒184とスタートに失敗し、10秒27（-0.4）の4位に終わった。なお、このレースでは山縣亮太に先着を許し日本人2位に終わったが、山縣に直接対決で敗れたのは2013年の日本選手権以来3年ぶりだった[68]。
- 5月20日、関東インカレの100m決勝を10秒35（-1.4）で制し、2大会ぶり2度目の優勝を果たした[69]。
- 6月5日、布勢スプリントの100m第2レースで4年連続の10秒0台となる10秒09（-0.5）を記録したが、山縣亮太（10秒06）に敗れ2位に終わった。なお、同じレースで複数の日本人選手が10秒0台をマークしたのはこれが初めてだった（追い風参考記録は除く）[70]。
- 6月11日、日本学生個人選手権の100m準決勝で3年ぶりの自己ベストタイとなる10秒01（+1.8）を記録。リオデジャネイロオリンピックの派遣設定記録（10秒01）を突破し、末續慎吾と共に保持していた日本学生記録（10秒05）も更新した。また、通算5度目の10秒0台は日本人最多回数となった[71]。

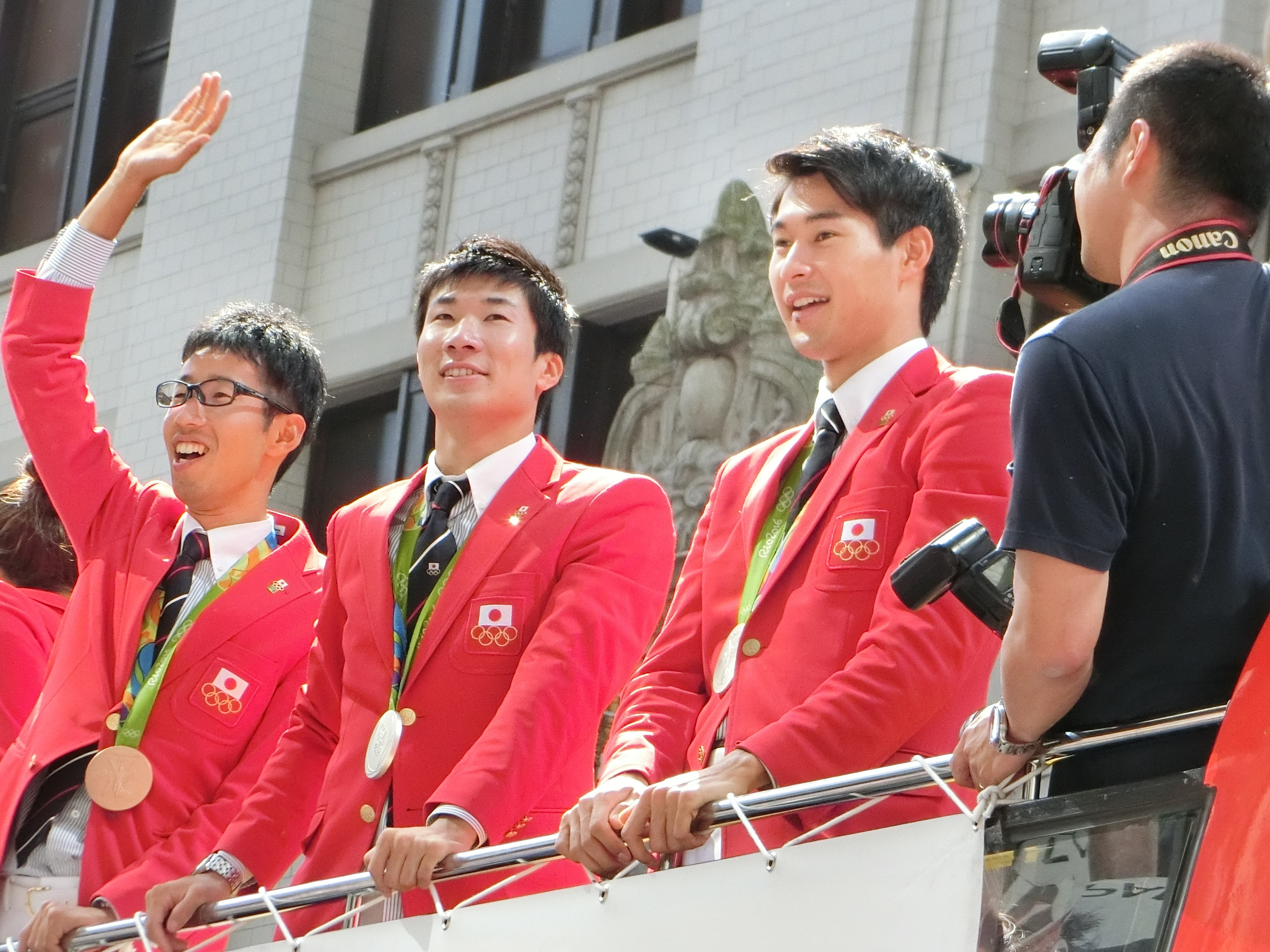
2016年10月7日に東京都中央区日本橋で行われた、2016リオデジャネイロオリンピック・パラリンピック日本代表選手団パレードに参加した桐生祥秀(左から2人目)

- 6月25日、日本選手権の100m決勝で2大会ぶりの優勝を狙うも、レース中に右足がけいれんが起こした影響で10秒31（-0.3）の3位に終わった。ケンブリッジ飛鳥（10秒16）と山縣亮太（10秒17）の後塵を拝したものの、派遣設定記録を唯一突破していたため3位でもリオデジャネイロオリンピック日本代表に即内定した。しかし、3位で代表内定という不本意な決まり方に、レース後の取材エリアでは悔し涙を流した[72]。
- リオデジャネイロオリンピック男子100mでは、現地時間8月13日の予選で10秒23（-0.4）を記録、7組4着となり準決勝進出を逃した[73]。男子4×100mリレーでは日本チーム（山縣亮太 - 飯塚翔太 - 桐生祥秀 - ケンブリッジ飛鳥）の三走を務め、18日の予選で37秒68のアジア新記録をマーク、全体2位で決勝へ進出した[74]。19日の決勝では予選のアジア記録を更新する37秒60で2位となり、銀メダルを獲得した[75]。

#### 2017年
- 3月11日にオーストラリアのキャンベラで行われた競技会に参加。1レース目で10秒04（+1.4）、2レース目で10秒19（-0.1）を記録。8月に行われる世界陸上ロンドン大会の参加標準記録10秒12を突破した[76]。
- 6月24日の第101回日本陸上競技選手権大会男子100m決勝ではサニブラウン・アブデル・ハキーム、多田修平、ケンブリッジ飛鳥に敗れ個人種目での代表入りを逃したが、リレーメンバーで2017年世界陸上競技選手権大会の日本代表に選出された。
- 8月12日の世界陸上男子4×100mリレーでは第3走者を務め銅メダルを獲得した。

##### 日本人史上初の9秒台

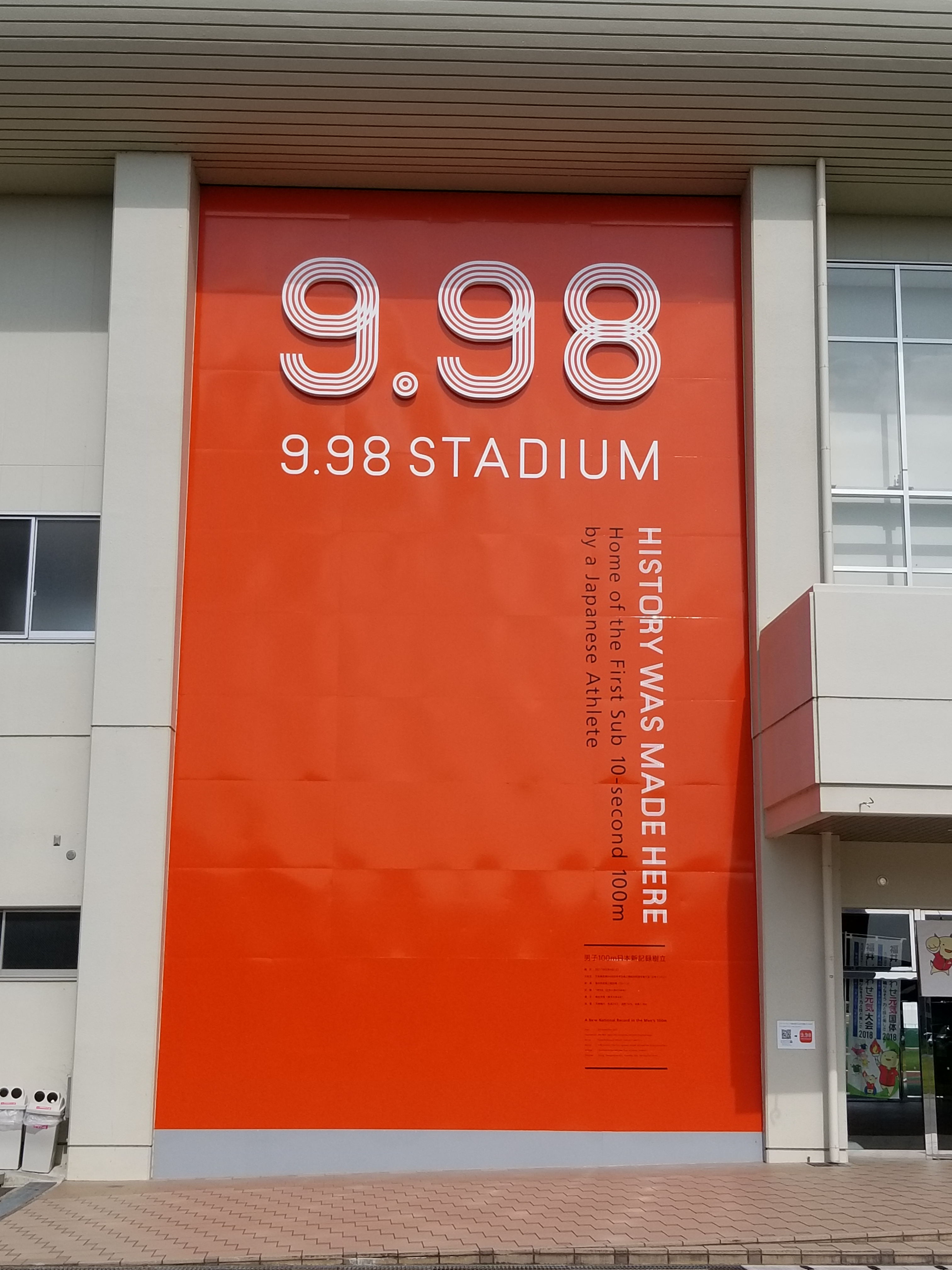

- 9月9日、第86回天皇賜盃日本学生陸上競技対校選手権大会（福井運動公園陸上競技場）男子100m決勝において、追い風1.8mのコンディションの中、9秒98を記録。伊東浩司の持つ日本記録10秒00を19年ぶりに更新し、日本人史上初の9秒台スプリンターとなった[77]。

#### 2018年
- 大学卒業後は日本生命所属となる[78]。
- 6月に日本選手権に出場。6月22日の男子100mでは準決勝を10秒16（-0.3）の全体トップで通過するも決勝では10秒16（+0.6）の3位でアジア大会の個人での出場を逃した。6月23日の200m決勝では20秒69（+0.8）の4位に終わった。
- 8月30日のジャカルタアジア大会男子4×100mリレーでは第3走者を務め、1998年のバンコク大会以来20年ぶりとなる金メダルを獲得した。

#### 2019年
- 3月23日、オーストラリアで行われた陸上大会の100mで10秒08（+2.0）を記録した。200mでは5年ぶりの自己ベストとなる20秒39（+1.5）を記録した。4月21日、アジア選手権陸上の100m決勝で10秒10（+1.5）で優勝した。5月11日、世界リレーではアンカーを任されたがバトンミスによって失格に終わった。5月19日、セイコーゴールデングランプリはガトリンに次ぐ2位となったがセカンドベスト10秒01（+1.7）を記録した。6月28日、日本選手権では100m決勝で10秒16（-0.3）で2位となった。6月30日の200m決勝では雨の中20秒54（-1.3）の3位となった。桐生祥秀YouTubeチャンネルを開設。
- 9月27日、世界陸上競技選手権100mと400mリレーに出場。100mでは予選10秒18（-0.3）、準決勝10秒16（+0.8）6着で敗退した。リレーでは（多田、白石、桐生、サニブラウン）37秒43のアジア記録を樹立し銅メダルを獲得した。

#### 2020年
- 1月1日、年上の一般女性との結婚を発表した[79][80]
- 10月2日に行われた日本選手権に出場。男子100mにおいて10秒27（-0.2）のタイムで接戦を制し、2014年以来自身2度目となる優勝を果たした。

#### 2021年
- 2月25日、自身のYouTubeチャンネルで長男の誕生を発表した[81]。
- 6月に東京五輪代表選考会となる日本選手権に出場。右足に痛みを抱えながらも、24日に行われた予選を10秒12（-0.4）の好タイムで通過した。25日の決勝には、6月に日本新記録を記録した山縣亮太を筆頭にサニブラウン・ハキーム、多田修平、小池祐貴らが名を連ね熾烈な代表争いが予想された中、桐生は10秒28（+0.2）のタイムで5着に沈み、0秒01差で個人での代表入りを逃した。
- 8月6日に行われた東京五輪男子4×100mリレー決勝では3走に桐生が配置された。悲願の金メダル獲得が期待されていたが、1走者から2走者間のバトンミスの影響を受け日本チームは失格となった。

#### 2022年
- 6月10日の日本選手権男子100メートル決勝は6位に終わる。同月17日、同季の残りは休養に充て、試合に出場しない考えを自身のツイッターで明らかにした[82]。
- 9月29日、自身のYouTubeチャンネルでの投稿で、10月より活動を再開することを発表した[83]。また休養の理由として大学2年生の時に潰瘍性大腸炎を発症したことや記録へのプレッシャーがあったことを告白した[83]。

#### 2023年
- 木南記念陸上男子100mにおいて、今季日本最高（当時）の10秒03を予選で記録した。

#### 2025年
- 8月3日、富士北麓ワールドトライアルが行われ、男子100m予選で9秒99（＋1.5）をマークした。自身2度目の9秒台であり、2017年の日本インカレ以来8年ぶりである。

## 自己ベスト
| 種目    | 記録   | 風速 | 年月日        | 場所         | 備考                                   |
| 屋外    | 屋外   | 屋外 | 屋外          | 屋外         | 屋外                                   |
| ------- | ------ | ---- | ------------- | ------------ | -------------------------------------- |
| 100m    | 9秒98  | +1.8 | 2017年9月9日  | 福井市       | 日本歴代3位タイ                        |
| 100m    | 9秒87  | +3.3 | 2015年3月28日 | テキサス州   | 追い風参考記録                         |
| 200m    | 20秒39 | +1.5 | 2019年3月23日 | ブリスベン   |                                        |
| 400m    | 47秒41 |      | 2013年11月2日 | 袋井市       |                                        |
| 4×100mR | 37秒43 |      | 2019年10月5日 | ドーハ       | 3走、アジア記録、日本記録、国別歴代4位 |
| 室内    |        |      |               |              |                                        |
| 60m     | 6秒53  |      | 2024年1月31日 | オストラヴァ | 日本歴代2位                            |

## 年次記録
|                      | 100m   | 風速 | 備考                                                                             | 200m           | 風速      | 備考                                           |
| -------------------- | ------ | ---- | -------------------------------------------------------------------------------- | -------------- | --------- | ---------------------------------------------- |
| 2009年 （中学2年）   | 11秒25 | +1.6 |                                                                                  | 22秒92         | +1.3      |                                                |
| 2010年 （中学3年）   | 10秒87 | +1.7 |                                                                                  | 21秒61         | +1.8      | 中学歴代6位（当時）                            |
| 2011年 （高校1年）   | 10秒58 | -0.2 |                                                                                  | 21秒43         | +0.9      |                                                |
| 2012年 （高校2年）   | 10秒19 | +0.5 | ユース世界最高記録（当時） 高2歴代最高 高校記録（当時） ジュニア日本記録（当時） | 20秒70         | -0.4      | 高2歴代最高（当時） ユース日本最高記録（当時） |
| 2013年 （高校3年）   | 10秒01 | +0.9 | 日本歴代2位（当時） 高校記録 ジュニア世界記録タイ（当時）                        | 20秒41         | +0.5      | 高校記録（当時） 日本歴代11位タイ（当時）      |
| 2014年 （大学1年）   | 10秒05 | +1.6 | 学生記録タイ（当時） ジュニアアジア記録（当時）                                  | 20秒59         | -0.1      |                                                |
| 2015年 （大学2年）   | 10秒09 | +0.3 |                                                                                  | 20秒56         | +1.9      |                                                |
| 2016年 （大学3年）   | 10秒01 | +1.8 | 学生記録（当時）                                                                 | 20秒60         | -0.1      |                                                |
| 2017年 （大学4年）   | 9秒98  | +1.8 | 日本記録（当時） 学生記録                                                        | 20秒59 20秒46w | +0.3 +2.9 |                                                |
| 2018年 （社会人1年） | 10秒10 | +0.4 |                                                                                  | 20秒69         | +1.1      |                                                |
| 2019年 （社会人2年） | 10秒01 | +1.7 |                                                                                  | 20秒39         | +1.5      |                                                |
| 2020年 （社会人3年） | 10秒04 | +1.4 |                                                                                  | 20秒51         | +1.4      |                                                |
| 2021年 （社会人4年） | 10秒12 | -0.4 |                                                                                  |                |           |                                                |
| 2022年 （社会人5年） | 10秒18 | +1.5 |                                                                                  |                |           |                                                |
| 2023年 （社会人6年） | 10秒03 | +0.7 |                                                                                  |                |           |                                                |

風速（m/s）+は追い風、-は向かい風。
太字は自己ベスト

## 主な戦績
- 2009年（中学2年）
  - ジュニアオリンピックB100m準決勝
- 2010年（中学3年）
  - 彦根市民大会優勝
  - 全日中100m準決勝棄権・200m2位・400mR（4走）8位
  - ジュニアオリンピックA100m準決勝
- 2011年（高校1年）
  - インターハイ100m準決勝・400mR（3走）4位
  - 国体少年B100m優勝・400mR（4走）準決勝
  - 日本ユース100m3位・400mR（3走）優勝
  - エコパトラックゲームズB100m優勝・400mR（3走）2位
- 2012年（高校2年）
  - インターハイ100m4位・200m7位・400mR（3走）準決勝・1600mR（2走）3位
  - 国体少年A100m優勝
  - 日本ユース100m優勝・200m優勝・400mR（4走）2位
  - 日本選手権リレー400mR（2走）予選
  - エコパトラックゲームズB100m優勝・400mR（4走）優勝
- 2013年（高校3年）
  - 織田記念100m優勝
  - GGP東京100m3位
  - 日本選手権100m2位
  - ダイヤモンドリーグ・バーミンガムGP100m予選
  - インターハイ100m優勝・200m優勝・400mR（4走）優勝
  - 世界選手権100m予選・400mR（1走）6位
  - 国体少年A100m優勝・400mR（4走）準決勝
  - 日本ジュニア200m優勝
  - エコパトラックゲームズA400m4位
- 2014年（高校3年）
  - 日本ジュニア室内大阪60m優勝
  - 世界室内60m準決勝
- 2014年（大学1年）
  - 岩壁杯400mR（3走）2位
  - 出雲陸上100m優勝
  - 織田記念100m決勝棄権
  - GGP東京100m5位
  - 関東インカレ100m優勝・400mR（4走）3位
  - 世界リレー400mR（3走）5位
  - 日本選手権100m優勝
  - 世界ジュニア選手権100m3位・400mR（2走）2位
  - 日本インカレ200m優勝・400mR（4走）予選
- 2015年（大学1年）
  - テキサスリレー100m優勝・400mR（4走）2位
- 2015年（大学2年）
  - 織田記念100m2位・200m3位
  - 世界リレー400mR（3走）3位
  - 関東インカレ100m決勝棄権・400mR（4走）予選3位（決勝進出）
  - 日本インカレ100m優勝・400mR（2走）6位
  - 関東学生新人100m優勝・200m優勝
  - 国体400mR（3走）2位
  - 布勢スプリント100m優勝
- 2016年（大学2年）
  - 世界室内60m準決勝
- 2016年（大学3年）
  - テキサスリレー100m2位
  - GGP川崎100m4位
  - 関東インカレ100m優勝・400mR（3走）予選
  - 布勢スプリント100m2位
  - 日本学生個人100m優勝
  - 日本選手権100m3位
  - オリンピック100m予選・400mR（3走）2位
  - 日本インカレ100m優勝・200m優勝・400mR（4走）8位・1600mR（2走）優勝
  - デカネーション100m2位
- 2017年（大学3年）
  - サマー・オブ・アスレティックスGP100m2位・200m優勝
- 2017年（大学4年）
  - 出雲陸上100m優勝
  - 織田記念100m優勝
  - ダイヤモンドリーグ・上海GP100m失格
  - 関東インカレ100m優勝・200m優勝・400mR（4走）4位
  - プラハ国際100m2位
  - ダイヤモンドリーグ・ローマGP100m6位
  - 日本選手権100m4位
  - トワイライトゲームス100m優勝
  - 世界選手権400mR（3走）3位
  - 日本インカレ100m優勝・200m準決勝棄権・400mR（4走）2位
  - 国体400mR（4走）準決勝
  - 日本選手権リレー400mR（3走）2位
- 2018年（社会人1年）
  - 静岡国際200m5位
  - ダイヤモンドリーグ・上海GP100m9位
  - GGP長居100m4位・400mR（3走）優勝
  - ダイヤモンドリーグ・ストックホルムGP100m2位
  - 日本選手権100m3位・200m4位
  - ダイヤモンドリーグ・ラバトGP100m6位
  - GALA DEI CASTELLI100m3位
  - ダイヤモンドリーグ・ロンドンGP400mR（3走）2位
  - アジア大会400mR（3走）優勝
  - 全日本実業団選手権100m2位
- 2019年（社会人2年）
  - Queensland Track Classic100m優勝・200m優勝
  - アジア選手権100m優勝
  - 世界リレー400mR（4走）失格
  - GGP長居100m2位・400mR（4走）優勝
  - 布勢スプリント100m優勝
  - 日本選手権100m2位・200m3位
  - ルツェルン国際100m5位
  - ダイヤモンドリーグ・ロンドンGP100m7位・400mR（3走）2位
  - アスリートナイトゲームズイン福井100m優勝
  - Meeting Madrid100m4位
  - ISTAF Berlin100m5位
  - 世界選手権100m準決勝・400mR（3走）3位
- 2020年（社会人3年）
  - 北麓スプリント100m優勝
  - IWAKABE Time Attack200m優勝
  - GGP東京100m優勝
  - アスリートナイトゲームズイン福井100m2位
  - 日本選手権100m優勝
- 2025年

　日本選手権100m優勝

## 受賞
- 日本陸連アスレティック・アワード2013 新人賞、特別賞（2013年）[84]
- デイリースポーツ制定 ホワイトベア・スポーツ賞（2013年、2016年、2017年[85]）*2016年は、リオ五輪陸上男子400メートルリレー日本代表チームの一員として
- 日本陸連アスレティック・アワード2015 優秀選手賞（2015年）[86]
- 彩の国スポーツ功労賞（2016年）[87]
- 日本陸連アスレティック・アワード2016 アスリート・オブ・ザ・イヤー（2016年）[88]
- 京都府スポーツ賞特別栄誉賞（2016年、2017年）[89][90]
- 京都市スポーツ最高栄誉賞（2016年、2017年）[89][91]
- 毎日スポーツ人賞 グランプリ（2017年）[92]
- 朝日スポーツ賞（2017年）[93]
- テレビ朝日ビッグスポーツ賞 ビッグスポーツ"Road to 2020"奨励賞（2017年）[94]
- 報知プロスポーツ大賞 特別賞（2017年）[95]
- 日本スポーツ賞 グランプリ（2017年）[96]
- ナンバーMVP賞（2017年）[97]
- Most Impressive Athlete（2017年）[98]
- 日本陸連アスレティック・アワード2017 優秀選手賞、特別賞（2017年）[99]
- 川越市スポーツ賞（2017年）[100]
- 関西元気文化圏賞 大賞（2018年）[101]

## 出演

### ミュージックビデオ
- 星野源「生命体」（2023年8月14日）

### CM
- 三井住友銀行（2016年）
- ENEOS（2018年）[102]